# 江嘉良
江嘉良（1964年3月3日—），男，广东中山人，中国乒乓球运动员，中国1980年代男子乒乓球名將。妻子是电影演员吴玉芳。

## 生平
江嘉良是廣東省中山市石岐区人。七歲时学习乒乓球，九歲從家鄉廣東中山縣石岐體校調到省體校，13歲入省隊，15歲成為廣東隊主力，1979年成為國家隊隊員。是右手直拍快攻型打法。
在1985年和1987年连获第38和39届世界乒乓球锦标赛男子单打冠军，亦是第37-39届世乒赛男子团体冠军主力队员。除此之外，江嘉良是第五届世界杯乒乓球赛男子单打冠军。1988年，江嘉良作为赛会第一种子选手，参加汉城奥运会乒乓球男单和男双（與许增才合作）赛事。然而他却在男单四分之一决赛中，爆冷以1:3完败于瑞典选手林德，仅取得第五名。双打比赛方面，他与许增才的组合在四分之一决赛0:2负于韩国组合金琦泽/金烷，也只获得第五名。这是江嘉良球员生涯的唯一次奥运会经历。而无缘奥运会金牌，也是他辉煌的生涯中唯一的遗憾。1989年的世界乒乓球锦标赛，由江嘉良及队友陈龙灿、滕义领军的中国队，在决赛上以0:5惨败于瑞典队。其後，江嘉良正式退役。2002年10月在上海浦东开设江嘉良乒乓球学校。
江嘉良現時已移居香港，不時會在香港的體育節目為乒乓球比賽擔任旁述，又或指導香港的運動員。2004年起為無綫奧運乒乓球評述員。

## 综艺节目
- 2007年《舞动奇迹》第一季